# Pamendanga gouleakensis
Pamendanga gouleakensis är en insektsart som beskrevs av Van Stalle 1988. Pamendanga gouleakensis ingår i släktet Pamendanga och familjen Derbidae. Inga underarter finns listade i Catalogue of Life.